# Trathala flaviceps
Trathala flaviceps là một loài tò vò trong họ Ichneumonidae.